# Aspabedes
Aspabedes (em persa médio:𐭮𐭯𐭠𐭧𐭯𐭲; na forma mais antiga spāhpat; lit. "chefe do exército" ou "general") foi um título persa médio utilizado para designar o general persa. Originário do Império Aquemênida, quando era grafado em sua forma persa antiga spadapati, sobreviveu no Império Parta, quando foi uma posição hereditária duma das sete grandes casas, e no Império Sassânida. O título foi também adotado pelos armênios (asparapetes) e georgianos (aspaspeti), bem como pelo Reino do Cotã (spāta) e os soguedianos (spʾdpt) na Ásia Central. É também atestado nas fontes gregas como aspabedes (ἀσπαβέδης).
Originalmente havia um único aspabedes, chamado "aspabedes do Irã [Império Sassânida]" (eran-spahbed), que funcionou como o generalíssimo do exército sassânida. Do período de Cosroes I (r. 531–579) em diante, o ofício foi dividido em quatro, com um aspabedes para cada uma das direções cardiais. Após a conquista muçulmana da Pérsia, o aspabedes do Oriente conseguiu manter sua autoridade sobre as regiões montanhosas inacessíveis do Tabaristão, na costa sul do mar Cáspio, onde o título, frequentemente em sua forma islâmica ispabade ou isbabade (em persa: اسپهبذ‎; em árabe: اصبهبذ; romaniz.: işpahbadh ou işbahbadh), sobreviveu como um título real até as conquistas mongóis do século XIII. O título foi revivido no século XX pela dinastia Pálavi, na forma persa moderna sepabode (em persa: سپهبد; romaniz.: sepahbod), equivalente a um tenente-general de três estrelas, ficando abaixo do artexibode (general completo). Um título equivalente, ispassalar, ganhou grande circulação em todo mundo muçulmano nos séculos X-XV.

## Uso na Pérsia pré-islâmica
O título é atestado no Império Aquemênida em sua forma persa antiga spadapati (de *spāda- "exército" e *pati- "chefe"), significando o comandante-em-chefe do exército. O título continuou em uso sob o Império Parta, onde parece ter sido uma posição hereditária em uma das sete grandes casas da nobreza. O Império Sassânida, que sucedeu o Império Parta, manteve o título, que é atestado em uma série de inscrições do século III. Até o começo do século VI, havia um único detentor do título, o aspabedes do Irã, que, de acordo com a lista de precedência providenciada pelo historiador árabe do século IX Iacubi, ocupou a quinta posição na hierarquia cortesã.
As fontes bizantinas e siríacas registram alguns oficiais seniores que podem ter sido titulares no começo do século VI. Durante a Guerra Anastácia de 502–506, um certo Boes, que negocia com o mestre dos ofícios Flávio Céler e morreu em 505, é citado nas fontes siríacas como astabide (astabid). O indivíduo de nome incerto que lhe sucede nas negociações também tinha este título. Embora isto possa ser interpretado pelos estudiosos modernos como um título novo, talvez seja simplesmente a forma corrompida de aspabedes, uma vez que as fontes gregas dão o nome de um segundo homem como Aspebedo ou Aspécio. Novamente, durante a Guerra Ibérica (526–532), um homem chamado Aspebedes (Bavi em siríaco), segundo o historiador Procópio de Cesareia um tio materno de Cosroes I (r. 531–579), aparece. Em 527, tomou parte nas negociações com os emissários bizantinos e em 531 liderou invasão na Mesopotâmia junto com Canaranges e Mermeroes. Foi executado por Cosroes logo após sua ascensão por conspirar com outros nobres para derrubá-lo em favor de seu irmão Zames.

### Reforma de CosroesI

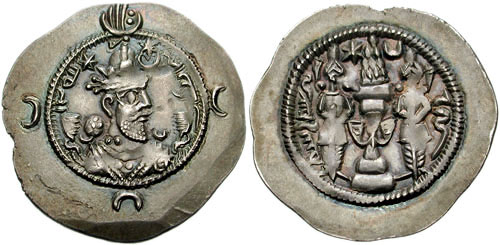
Dracma de r.

Para conter o poder do generalíssimo super-poderoso, Cosroes I — embora esta reforma possa já ter sido planejada por seu pai, Cavades I (r. 499–531) — dividiu o ofício de aspabedes do Irã em quatro comandos regionais, correspondentes às quatro direções cardiais (kust, cf. As capitais provinciais do Irã): o "chefe do exército do Oriente (Coração)" (kust ī khwarāsān spāhbed), o "chefe do exército do Sul (Ninruz)" (kust ī nēmrōz spāhbed), o "chefe do exército do Ocidente (Cuararão)" (kust ī khwarbārān spāhbed) e o "chefe do exército do Azerbaijão" (kust ī Ādurbādagān spāhbed, onde a província noroeste do Azerbaijão substitui o termo "norte" por causa de suas conotações negativas"). Como esta reforma foi mencionada apenas em fontes literárias posteriores, a historicidade desta divisão, ou sua sobrevivência após o reinado de Cosroes I, foi questionada no passado, mas a descoberta recente de uma série de treze selos, que fornecem os nomes de oito aspabedes, fornece evidência contemporânea dos reinados de Cosroes I e seu sucessor, Hormisda IV (r. 479–490); P. Pourshariati sugere que dois podem ser datados do reinado de Cosroes II (r. 590–628). Os oito aspabedes conhecidos são:
| Nome                               | Comando  | Rei                      | Família      |
| ---------------------------------- | -------- | ------------------------ | ------------ |
| Chir Burzém (Simah-i Burzin)       | Oriente  | Cosroes I                | Carânida     |
| Dād-Burzēn-Mihr (Burzemir)         | Oriente  | Hormisda IV              | Carânida     |
| Barã Adurma (Baram-i Adar-maan)    | Sul      | Cosroes I & Hormisda IV  | Desconhecida |
| Wēh-Shāhbur (Vesapor)              | Sul      | Cosroes I                | Desconhecida |
| Pirag-i Sharvaraz (Sarbaro)        | Sul      | Cosroes II               | Mirrânida    |
| Wistakhm (Bestã)                   | Ocidente | Cosroes II & Hormisda IV | Ispabudã     |
| Gorgon ou Gorgen (Glones Mirranes) | Norte    | Cosroes I                | Mirrânida    |
| Sēd-hōsh (?) (Sedoxe)              | Norte    | Cosroes I                | Mirrânida    |

Outros titulares do posto são difíceis de identificar a partir das fontes literárias, uma vez que este ofício oi mantido em conjunto com outros ofícios e títulos, tais como Xarvaraz ("Javali do império"), que são frequentemente tratados como nomes pessoais. Um outro fator da confusão nas fontes literárias posteriores é o uso intercambiável com os postos provinciais juniores de marzobã ("diretor da fronteira, marquês") e paigosbã ("guardião do distrito").

## Período islâmico

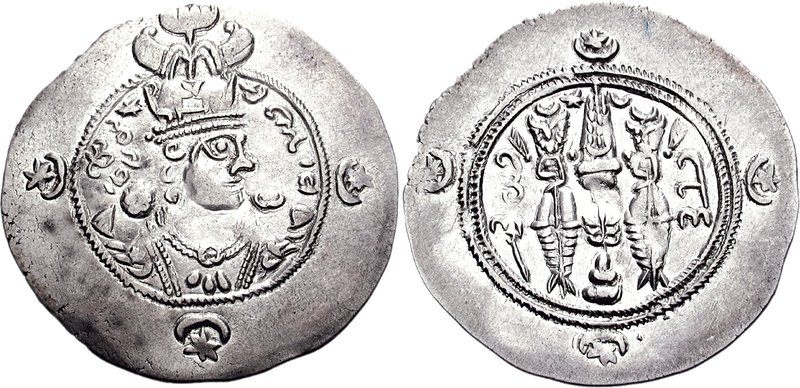
Dracma de r.

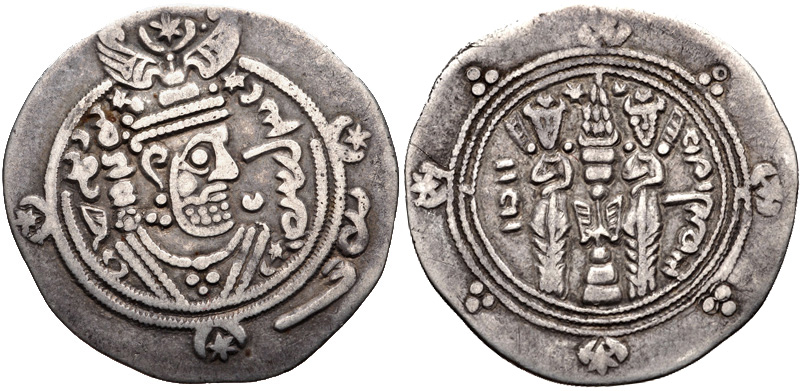
Dirrã de prata do último aspabedes dabuída, r.

### Tabaristão
Durante a conquista muçulmana da Pérsia, o aspabedes do Coração aparentemente retirou-se para as montanhas do Tabaristão. Lá ele convidou o último xá sassânida, Isdigerdes III (r. 632–651), para encontrar refúgio, mas Isdigerdes recusou, e foi morto em 651. Como muitos outros governantes locais ao longo dos antigos domínios sassânidas, incluindo aqueles das províncias vizinhas do Gurgã e Guilão, o aspabedes em seguida fez um acordo com os árabes, o que permitiu que ele permanecesse como um governante praticamente independente do Tabaristão em troca de um tributo anual. Isto marcou a fundação da dinastia dabuída, que governou o Tabaristão até 759–761, quando foi conquistada pelos abássidas e incorporada ao califado como uma província. Os primeiros governantes da dinastia são mal atestados; eles cunharam moedas próprias com legendas pálavi e um sistema de datação começando com a queda da dinastia sassânida em 651, e reivindicaram os títulos Guil do Guilão (Gīlgīlan), Xá de Pataxuargar (Padashwargarshah, o antigo nome das montanhas do Tabaristão) e aspabedes do Coração.
O título aspabedes foi também reivindicado por outras linhas dos governantes locais na região, que alegaram descendência distante no passado sassânida: a família Karen, que se viu como herdeira dos dabuídas e governou o centro e oeste do Tabaristão até 839/840, e a dinastia bavândida nas montanhas orientais, cujos vários ramos sobreviveram até bem depois das conquistas mongóis do século XIII. O título foi também usado pelos vizinhos dailamitas. Em alguns textos posteriores desta região, o título veio a significar simplesmente um chefe local.

### Ásia Central
No Coração, o título sobreviveu em uso entre os príncipes soguedianos locais. O aspabedes de Bactro, Aliscande, é mencionado em 709, o aspabedes de Nasa em 737, e o mesmo título é usado em conexão com o rei de Cabul no começo do século IX. Nos anos 1090, aparece como o nome pessoal de um comandante seljúcida, Isfabade, que assume controle de Meca por um tempo.

## Na Armênia
O Reino da Armênia, que foi governado por um ramo da dinastia arsácida, adotou o termo primeiro em sua forma persa antiga, gerando o armênio asparapetes e então novamente, sob influência sassânida, da forma persa média, dando a forma aspaapetes (aspahapet). O título foi usado, como na Pérsia, pelo comandante-em-chefe do exército real, e foi utilizado em direito hereditário pela família Mamicônio.